# Валансьєнн (мереживо)
Валансьєнн, у текстильній промисловості, тонке мереживо. Назва походить від назви французького міста Валансьєнн, де було почато його виготовлення.